# Maksim Ponomariov
Maksim Vladimirovitch Ponomariov (en russe : Максим Владимирович Пономарёв) est un cosmonaute russe né le 20 février 1980 à Dresde en RDA. Ce major de l'armée de l'air russe a été recruté cosmonaute lors de la sélection TsPK14 en 2006. Il est à la retraite depuis 2012, sans avoir effectué aucun vol spatial.